# Ctimene hysginospila
Ctimene hysginospila là một loài bướm đêm trong họ Geometridae.